# Lioliai
Lioliai är en ort i Litauen. Den ligger i den centrala delen av landet, 180 km nordväst om huvudstaden Vilnius. Lioliai ligger 127 meter över havet och antalet invånare är 544.
Terrängen runt Lioliai är platt, och sluttar österut. Runt Lioliai är det ganska glesbefolkat, med 24 invånare per kvadratkilometer. Närmaste större samhälle är Kelmė, 7,5 km norr om Lioliai. Trakten runt Lioliai består till största delen av jordbruksmark.